# Tossal de Codó
El Tossal de Codó, és un cim de 1.754,1 metres d'altitud situat al límit dels termes de Sarroca de Bellera, a l'antic terme de Benés, de l'Alta Ribagorça i del Pont de Suert, a l'Alta Ribagorça, dins de l'antic terme de Malpàs.